# Macrocera flavobrunnea
Macrocera flavobrunnea är en tvåvingeart som beskrevs av Freeman 1951. Macrocera flavobrunnea ingår i släktet Macrocera och familjen platthornsmyggor. Inga underarter finns listade i Catalogue of Life.